# 2014년 하계 청소년 올림픽 아제르바이잔 선수단
2014년 하계 청소년 올림픽 아제르바이잔 선수단은중화인민공화국 난징시에서 개최된 2014년 하계 청소년 올림픽에 참가한 올림픽 아제르바이잔 선수단이다.

## 참고 자료
- 2014년 하계 청소년 올림픽 참가국 정보 - 아제르바이잔